# Eva-Lena Zetterlund
Eva-Lena Zetterlund (ur. 27 lutego 1955 w Hagfors) – szwedzka aktorka.
Córka Moniki Zetterlund i Torbjörna Zetterlunda. Wyszła za mąż za Petera Jernelda. Mieszka na wsi nieopodal Motali.

## Filmografia
Opracowano na podstawie materiału źródłowego.
- 1965: Testfilm Syskonbädd 1782
- 1971: Utvandrarna
- 1972: Nybyggarna
- 1973: Kvartetten som sprängdes (serial telewizyjny)